# Михале
Михале (укр. Михалє) — село в Поромовской сельской общине Владимирского района Волынской области Украины.
До 2020 года входило в Иваничевский район.
Код КОАТУУ — 0721184407. Население по переписи 2001 года составляет 203 человека. Почтовый индекс — 45311. Телефонный код — 3372. Занимает площадь 5,2 км².

## Известные уроженцы, жители
Степан Пантелеймонович Вах — советский и российский оперный певец Новосибирского театра оперы и балета, тенор, заслуженный артист РСФСР